# عمران نظير
عمران نظير (16 ديسمبر 1981 في باكستان - ) (بالأردوية: عمران نذیر)‏ (بالإنجليزية: عمران نذیر)‏ هو لاعب كريكت باكستاني. شارك مع منتخب باكستان للكريكت. أما مع النوادي، فقد لعب مع Lahore Badshahs ‏ وChittagong Vikings ‏ وZarai Taraqiati Bank Limited cricket team ‏ وDhaka Capitals ‏ وKhyber Pakhtunkhwa cricket team ‏ وNational Bank of Pakistan cricket team ‏.

## وصلات خارجية
- عمران نظير على موقع إي آس بي آن كريك إنفو (الإنجليزية)